# Munsif Daily

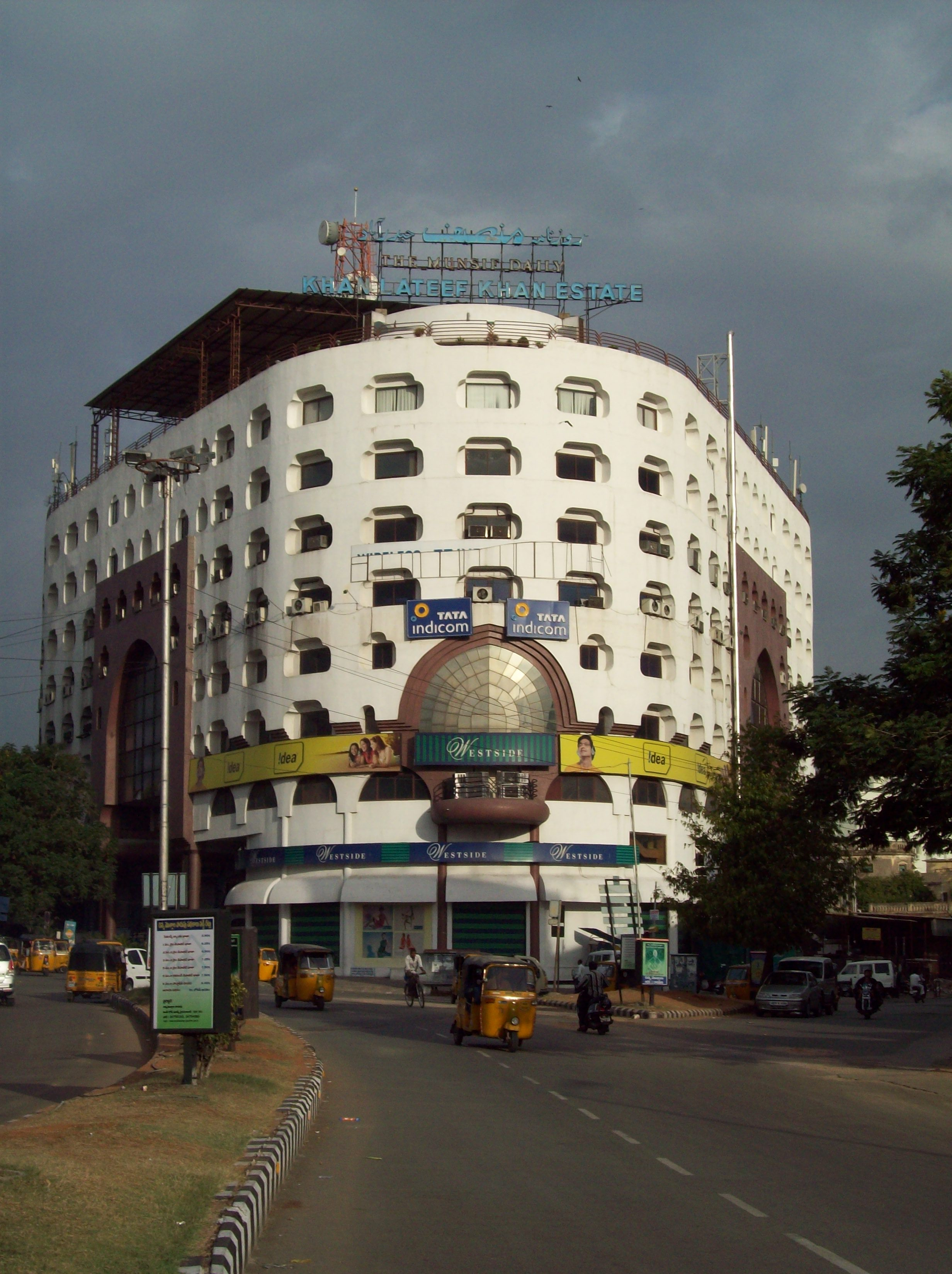
kantoor van de Munsif Daily

Munsif Daily is een Urdu-talig dagblad in India. Volgens het blad zelf is het de grootste Urdu-krant van het land als het gaat om de oplage en het aantal lezers (1,2 miljoen per dag, in 2006). De krant is gevestigd in Haiderabad (Telangana) en wordt ook veel gelezen in de deelstaten Andhra Pradesh, Karnataka en Maharashtra, alsook buiten de grenzen van India. De huidige hoofdredacteur is Khan Lateef Mohammed Khan.